# بي (لغة برمجة)
بي (بالإنجليزية: B) هي لغة برمجة طورت في معامل بل في عام 1969 وهي الآن تقريبا منقرضة وحل محلها لغة سي، ابتكرها العالمان الأمريكيان دينيس ريتشي وكين تومسن بواسطة لغة البرمجة الأساسية المختلطة.